# John Kelly (läkare)
John Kelly, född (döpt den 13 maj) 1726 i Winchester, död i augusti 1772, var en engelsk läkare. 
Kelly blev student vid universitetet i Oxford 1743. Han avlade sin Bachelor of Arts 1747 och sin Master of Arts 1749. År 1752 avlade Kelly sin Bachelor of Medicine och 1756 blev han Doctor of Medicine. Han utnämndes till Regius Professor of Medicine 1759 och förblev på posten till sin död.